# BBC HD
BBC HD — телеканал телекомпании BBC, вещающий в HD качестве. Тестовый запуск состоялся 15 мая 2006 года, а режим обычного телевещания 1 декабря 2007 года. Первая программа в качестве HD на этом телеканале была «Планета Земля», показана 27 мая 2006 года.
Вещает телеканал обычно от 6 до 9 часов в день, включая одновременное вещание по радио с других телеканалов BBC, таких шоу, как Top Gear, Доктор Кто, Michael Palin’s New Europe, Hustle, а также повторы Planet Earth, Bleak House, Torchwood и Hotel Babylon. Прямой эфир таких событий, как Променадные концерты, Уимблдонские турниры, Евровидение, Чемпионаты мира по футболу и Концерт для Дианы были снова показаны. Первое событие в прямом эфире — матч чемпионата мира по футболу между Германией и Коста-Рикой 9 июня 2006.
26 марта 2013 прекратил вещание, вместо него начал BBC Two HD. Закрытие канала было частично обусловлено сокращением расходов в Корпорации.
Когда программы в формате высокой четкости ещё не показывали, по каналу показывали ролики из этих программ в высоком качестве.